# Nancy Spero
Nancy Spero, née à Cleveland le 24 août 1926 et morte le 18 octobre 2009 à New York, est une artiste peintre américaine. Elle est l'une des plus grandes figures de l’art américain, et la référence majeure, avec Louise Bourgeois, pour les nouvelles générations de femmes artistes.

## Biographie
De 1944 à 1949, Nancy Spero poursuit des études à l’Art Institute of Chicago. Elle y rencontre le peintre Leon Golub, avec lequel elle se marie en 1951. Leurs deux premiers enfants, Stefen et Philip, naissent respectivement en 1953 et 1954. Elle se revendique alors comme une artiste « underground », autonome et indépendante. Isolée aux États-Unis, elle part avec Leon Golub et ses enfants en Italie de 1956 à 1957, puis s’installe à Paris de 1959 à 1964, où son travail de peinture est particulièrement remarqué. Elle débute alors une collaboration avec la galerie Breteau qui durera de 1962 à 1968, et fréquente l’institut culturel américain de la rue du Dragon dirigé par l’attachée culturelle Darthea Speyer. C’est à cette époque qu’apparaissent les « Paris Black Paintings ».
En 1964, elle retourne aux États-Unis et s’installe à New York, où elle devient porte-parole de toute une génération à travers des œuvres particulièrement engagées sur les plus importants combats politiques, sociaux et culturels de son temps, en particulier les totalitarismes, le capitalisme et l'hétéro-patriarcat. En 1968, elle rejoint la « Art Workers Coalition (AWC) » et « Women Artists in Revolution (WAC) ». Elle participe alors à de nombreuses manifestations de rue, dont celles organisées par Artists and Writers Protest Against the War in Vietnam. Elle réalise alors, de 1966 à 1970, une importante suite de dessins où elle exprime toute sa rage et sa colère face aux atrocités commises par l’armée américaine au Viêt Nam : The War Series.
En 1964, elle lit la première anthologie en anglais des textes d’Antonin Artaud – dont elle a découvert l'oeuvre en France – qu’édite à San Francisco un de ses amis, le poète Jack Hirschman. De 1969 à 1970, elle dédie alors à Antonin Artaud une première série de dessins et de collages, les « Artaud Paintings », qui seront présentés en Californie par le mari d’Eleonor Antin. De 1971 à 1972, elle réalise une seconde série, les « Codex Artaud » (à peu près 39 rouleaux) qui sera présenté à New York par Lucy Lippard.
En 1972, Nancy Spero s’engage dans l’aventure de la A.I.R. Gallery, première galerie coopérative d'artistes femmes aux États-Unis. À partir de 1974, elle ne se consacrera ainsi qu'à représenter et à défendre la cause des femmes en se réappropriant et retravaillant  les images stéréotypées du « deuxième sexe » à travers les siècles et les civilisations. « Torture in Chile » est la première œuvre d'art féministe basée sur un rapport d’Amnesty International sur les femmes comme victimes politiques. Elle utilise alors, en complément du dessin et du collage, des techniques inédites de superpositions d'impressions manuelles qui rompent avec toute idée de linéarité. Elle anticipe ainsi dans sa pratique artistique l’esthétique postmoderne de la fracture, de la dissonance et du collage.
Son travail a été montré dans les plus importants musées internationaux, dont le MoMA, le Whitney Museum of American Art et le New Museum of Contemporary Art à New York, le Hirshhorn Museum and Sculpture Garden à Washington, le Museum of Contemporary Art de Los Angeles, la National Gallery of Canada à Ottawa, au musée d'art moderne de la ville de Paris et le Centre Georges-Pompidou à Paris. Nancy Spero a été sélectionnée par Robert Storr pour le Pavillon international de la Biennale de Venise en 2007. Des expositions personnelles ont également eu lieu au Malmö Konsthall en Suède, au Hiroshima City Museum of Art au Japon, Ikon Gallery en Grande-Bretagne ainsi qu’au Centro Galego de Arte Contemporánea en Espagne.

## Œuvres

### Les peintures noires et œuvres de jeunesse
Nancy Spero a été formée, entre 1945 et 1949, à l'Art Institute of Chicago, marqué alors par la tradition de l’expressionnisme allemand. Son diplôme obtenu, elle part pour Paris et étudie pendant une année à l’École nationale supérieure des beaux-arts et à l’atelier d’André Lhote. De cette période découle une série intitulée « Carnival » dont reste préservée une petite huile sur bois conservée au musée de Brooklyn. Sa peinture est alors largement influencée par le travail de Jean Dubuffet.
De retour aux États-Unis, Nancy Spero travaille à une seule peinture sur toile qu’elle efface et retravaille sans arriver à la terminer. Jusqu’au milieu des années 1960, sa peinture reste très sombre et la figure humaine y est dominante. Figure debout, corps-colonne, couple enlacés ou famille rassemblée constituent son vocabulaire formel pendant près de dix ans. Parallèlement, un travail sur papier prend forme dans lequel elle semble plus à l’aise. Les figures y gardent la monumentalité des peintures, mais en acquérant une présence plus diaphane et spectrale.
En 1958, elle réalise une oeuvre séminale, « Homage to New York (I do not challenge) ». Y apparaît pour la première fois une des figures qui restera les plus emblématiques de son œuvre : une tête tirant une langue-dard bouche grande ouverte et presque criant.
En 1959, Nancy Spero repart à Paris. Elle y réalise la série des « Paris Black Paintings », dans lesquelles les personnages sont alourdis par de lourds impasto. Couples, mère et enfant, groupes familiaux sont autant de figures spectrales, totémiques, hiératiques ou primitives qui tendent en effet à se fondre et se confondre à un fond dense en matières et presque goudronneux ou charbonneux. Le dessin occupe néanmoins une place de plus en plus centrale dans son travail. Elle reprend les mêmes sujets développés dans ses peintures, mais en les radicalisant. Les couples enlacés sont plus féroces, les mères et enfants plus grotesques, et d’étranges créatures ressemblant à des murènes crient « merde » en tirant la langue.

### The War Series
Avec son retour aux États-Unis en 1964, Nancy Spero est horrifiée par la guerre du Viêt Nam qu’elle découvre à travers les reportages diffusés à la télévision américaine. Elle abandonne alors consciemment la peinture à l'huile sur toile – selon elle trop connotée masculin – et les remplace par du papier fin et bon marché, et de la gouache. Pendant cinq ans, de 1966 à 1970, elle réalise un important corpus qu’elle estime à cent cinquante œuvres : « The War Series » : « ces dessins sont un manifeste contre l’incursion des États-Unis au Vietnam, une tentative personnelle d’exorcisme ». Cet ensemble monumental sera montré pour la première fois à Paris et exposée à la documenta X en 1997.
« Les bombes y sont d’horribles représentations phalliques et sexuelles — très exagérées — du pénis avec leur tête à la langue tirée et leur description violente du corps humain. Les nuages qu’elles provoquent sont remplis de têtes hurlantes qui vomissent leur poison sur les victimes placées en dessous. »
Mais le sujet véritable des « War Series » est moins la dénonciation des atrocités de la guerre du Vietnam elle-même que celle, historique et universelle, du principe de domination masculine comme système d'aliénation des peuples et non de leur libération, de l’Antiquité et ses récits guerriers, au monde médiéval et ses croisades, ou plus près de nous Les Désastres de la guerre de Francisco de Goya ou Der Krieg d'Otto Dix.

### Les Artaud Paintings
La lanque d’Antonin Artaud, sa force d’imprécation, devient chez Nancy Spero l’organe, le muscle et la muqueuse de sa pratique durant près de quatre années. Dans sa première série, les « Artaud paintings », qu’elle réalise entre 1969 et 1970, elle se réapproprie à l’aquarelle les citations les plus sombres des écrits vociférants d'Artaud, les mêlant parfois à des corps fragmentés, des figures amères. Se forme ainsi entre eux une « collaboration forcée » comme dit Nancy Spero : une association avec un homme qui n’en aurait sans doute point voulu, bien au contraire, et qui prend, chez elle, la forme d’une « incorporation » plus encore qu’une incarnation. Elle s’incruste en effet dans les travaux de l’artiste afin de les rendre deux fois proches d’une écriture clandestine : une première fois parce qu’elle trahit, c’est-à-dire traduit la cruauté d’Artaud en « figures », une seconde fois parce qu'elle traduit la doxa artistique dont elle s’est expatriée en aller-retour.
« Je pense que les “War Series” et le “Codex Artaud” sont mes œuvres les plus en colère. En colère contre des situations extérieures, des situations tangibles ; en colère contre ma situation en tant qu’artiste – frustrée que j’étais de ne pas avoir de voix. En passant des “War Series” à Artaud, je quittais une dimension ouvertement politique, tout à fait identifiable, pour entrer dans une situation où je soulevais les problèmes que rencontre un artiste dans la société bourgeoise. Mais qui était cet artiste ? Cet artiste était aussi une artiste et c’était moi ! D’où la présence de toutes ces langues : en français, ce qui n’est pas le cas de l’anglais, le mot langue signifie à la fois l’organe et le langage. Et donc, je tirais la langue pour essayer de trouver une voix après avoir eu la sensation d’avoir été réduite au silence pendant tant d’années. J’ai utilisé Artaud comme un moyen d’extérioriser ma voix en tant qu’artiste ; il est d’ailleurs probable que, à cette époque, il ait fallu que j’adopte cette voix masculine, le comble de l’aliénation si l’en est. »

### les Codex Artaud
Dans la seconde série, les « Codex Artaud», réalisée de 1971 à 1972, Nancy Spero se sert de la machine à écrire pour recopier des fragments de textes provenant du langage fissuré d’Antonin Artaud afin de les combiner avec des morceaux d’images animales ou humaines, peintes, découpées et collées sur le papier.
« Durant la deuxième année de mon travail sur les “Artaud Paintings”, en 1970, la langue française m’est apparue d’une telle exactitude que j’ai décidé que ce serait sa langue à lui. J’ai volontairement employé les œuvres d’Artaud pour exprimer un dégoût existentiel. La voix de “l’autre” (quoique masculin) me fournissait un outil capable de porter ma voix d’artiste réduite au silence. Néanmoins, j’ai préféré utiliser le texte original, en français, et, ce faisant, ne pas faciliter la lecture des citations. Le “Codex Artaud” se compose de couches superposées, il comporte des références “artistiques” : images tant égyptiennes, romaines que celtiques, autoportraits au miroir imaginaires de Léonard de Vinci, images renvoyant implicitement à mes œuvres passées, auxquels s’ajoutent des textes tapés à la machines comme s’il s’agissait de poésie concrète, et ainsi de suite. Les images grotesques représentant des figures rêvées dans des cauchemars donnent les clés pour comprendre un langage qui sonderait du regard un abysse. Ces figures sont autant d’extensions des textes, dans le sens où je destinais ceux-ci à faire office de hiéroglyphes. »
Elle introduit dès lors une technique qui deviendra une constituante importante de son langage plastique. Textes et figures sont ainsi « désengagés » de leur milieu d’origine, séparés et replacés sur une bande de papier d’archives. Le format du rouleau prime sur la taille de la feuille. Les « Codex Artaud » tiennent donc à la fois de la poésie « beat », d’une partition, d’un répertoire de figures récurrentes, d’un programme politique et esthétique, de l’interjection, d’une plastique sonore, le tout juxtaposé dans une composition qui invalide les conditions de l’expérience perceptuelle léguée par le modernisme.
Que lui aura légué Artaud ? Premièrement le paradoxe de la lettre : le langage parti, restent les lettres. Il s’agit de réécrire Artaud, de le relever en le réensemençant avec ses propres lettres.
On peut ainsi remonter aux sources de Dada, c’est-à-dire un mouvement anti-guerre et anti-art, pour retrouver une telle utilisation explosive de la typographie, des mots et des images. Ce qui frappe en effet dans l’œuvre de Nancy Spero, c’est la remontée d’une pratique où la langue et les corps sont des données à reconstruire en permanence. « Il n’était pas dans mon intention de composer des images qui viendraient illustrer les textes, mais bien de continuer à fracturer les écrits déjà fracturés d’Artaud. Fracturés par la perte de son esprit au fil des séances d’électrothérapie, par le non-être, par la peur de perdre sa langue ; son amertume face à son isolement […] Les citations que j’ai incluses portent surtout sur un désaveu de l’existence ou du monde matériel – un désaveu d’une vie passée dans un monde d’ombres et d’obscurité. »

### Torture in Chile
- Si vous ne connaissez pas le sujet, laissez ce bandeau (vous pouvez alors contacter les auteurs).
- Si vous supprimez le contenu mis en cause (vous pouvez préalablement contacter les auteurs),

argumentez précisément cette suppression dans la page de discussion
(un manque de référence n'est pas un argument ; une recherche réelle de référence doit avoir été effectuée, être formellement documentée).
Débutée en 1974, la série « Torture in Chile » marque le début d'un grand chapitre dans l’œuvre de Nancy Spero : sa recherche ne se consacre à présent uniquement qu'à des personnages féminins. « Je voulais impérativement faire de la femme un symbole universel, m’emparer du féminin plutôt que du masculin, ou du phallus, de sorte que les rites de passage propres aux femmes – la naissance, la puberté, l’accouchement, la mort – deviennent l’universel en lieu et place de, mettons, la connotation masculine. Néanmoins, je ne suis pas en train de sous-entendre que cette œuvre est exclusivement destinée aux femmes. Je dis : “Hé, les mecs, vous feriez mieux vous aussi de jeter un coup d’œil là-dessus.” Mais j’utilise également une iconographie qui, je l’espère, résiste à la réification inhérente au regard masculin. »
L’artiste décide ainsi de « représenter "l’homme" seulement à travers des images de femmes ». « J’ai décidé d’examiner les femmes et les hommes en représentant les femmes, non pas simplement pour renverser l’Histoire mais pour voir ce que penser le monde par la représentation des femmes signifie. Les personnages collés grâce à la technique du collage sont superposés en rythmes rapides afin d’accentuer leur destin individuel. J’utilise le collage dans mon travail récent pour accélérer le tempo des actions effectuées par les femmes dans la narration et l’Histoire. »
Ce choix décisif fixe les termes d’un programme où le féminin pluriel remplace donc le masculin, et crée ainsi le temps de son histoire. Cette histoire, Nancy Spero la réimprime, littéralement, en utilisant les procédés qui lui sont habituels de dessin, de collage et d’impression, amplifiés par la technique qui consiste à superposer ou surimposer des empreintes de façon à aller contre toute chronologie linéaire. Abandonnant l’écrit, elle convoque l'image afin réactualiser l’histoire des femmes, leur puissance et leur souffrance, « des textes anciens aux déesses mythologiques, des poèmes d’H.D. sur Hélène d’Égypte » aux représentations érotiques des vases grecs, des figures paléolithiques aux documents photographiques d’actualité, de Sheelina-gig, la déesse celte de la fertilité, à Winnie Mandela ou à une femme vietnamienne.
Les langues tirées n’ont plus cours, ce sont les personnages féminins qui ont, latéralement, investi l’espace. Celui-ci se déroule somme un tapis infini : moins des portraits ou des « individus » que des figures et des rythmes, des variations.
Nancy Spero s’est toujours battue – et notamment aux côtés de féministes dites constructivistes auprès desquelles elle se sentait convaincue d’essentialisme – pour généraliser, sinon universaliser, le féminin.
Nancy Spero s’est toujours battue – et notamment aux côtés de féministes dites constructivistes auprès desquelles elle se sentait convaincue d’essentialisme – pour généraliser, sinon universaliser, le féminin.
Son programme, elle ne l’a jamais caché, a été de poursuivre plastiquement le projet d’écriture féminine élaboré notamment par Hélène Cixous, en France, dès 1975-1976.
Paradoxalement, Nancy Spero aurait pu tout aussi bien dialoguer avec l’écrivaine Monique Wittig, lesbienne radicale, escamotant la différence homme-femme considérée comme un legs de « la pensée straight ». Elle s’est ingéniée, comme elle, à remployer les grands rêves en féminisant leurs héros. Monique Wittig, en se construisant comme sujet parlant indivisible par le genre, a cherché à étendre cette qualité de sujet aux opprimés en général, avec l’objectif d’universaliser le point de vue minoritaire. De son côté, c’est en venant de l’hypothèse inverse que Nancy Spero a produit, à destination d’un usage public au musée, un théâtre du féminin universel. Partant de la décolonisation pour y réfléchir l’émancipation, ces deux utopies se sont ici croisées.

## Prix
- 1996 : Hiroshima Art Prize, avec son mari Leon Golub

## Expositions

### Expositions personnelles
- 2011
  - Serpentine Gallery, Londres - Royaume-Uni
  - Centre national d'art et de culture Georges-Pompidou, Paris - France
- 2010
  - Galerie Lelong, Paris – France
  - Serpentine Gallery, Londres - Royaume-Uni
- 2009
  - Museum der Moderne Salzburg Mönchsberg, Salzbourg - Autriche
- 2008
  - Musée d'art contemporain de Barcelone - Espagne
  - Museo Nacional Centro de Arte Reina Sofia, Madrid – Espagne
  - Appel Arts Centre, Amsterdam – Pays-Bas
  - The New Museum of Contemporary Art, New York – États-Unis
- 2007
  - FRAC Haute-Normandie, Sotteville-lès-Rouen - France
  - Centre of Graphic Arts, Lubljana - Slovénie
  - Museum of Modern Art, New York – États-Unis
  - Galerie Lelong, Paris - France
- 2005
  - Drawing Center, New York – États-Unis
  - Musée d'art contemporain de Hiroshima – Japon
  - Centro Galego de Arte Contemporanea, Saint-Jacques-de-Compostelle - Espagne
- 2004
  - Galerie Lelong, Paris - France
- 2003
  - Galerie Lelong, New York – États-Unis
- 2002
  - Kunsthalle zu Kiel, Kiel – Allemagne
  - Galerie Lelong, New York – États-Unis
- 2001
  - Vancouver Art Gallery, Vancouver – Canada
- 2000
  - Museum of Modern Art, New York – États-Unis
- 1998
  - Tate Gallery, Londres – Royaume-Uni
  - Museo Jacobo Borges, Carcas - Venezuela
- 1997
  - Musée d'art contemporain, Chicago – États-Unis
- 1994
  - Courtrai, Kanaal Art Fondation, Béguinage,
- 1993
  - National Gallery, Ottowa – Canada
- 1992
  - Museum of Modern Art, New York – États-Unis
- 1991
  - Salzburger Kunstverein, Künstlerhaus Salzburg – Autriche
- 1987
  - Institute of Contemporary Art, Londres
- 1971
  - The Artaud Paintings, University of California at San Diego

### Expositions collectives
- 1972 : « American Women Artists Show », Gedok-Kunsthaus, Hambourg
- 1984 : « Art and ideology », The New Museum of Contemporary Art, New York
- 1989 : « Magiciens de la terre », La Villette et Centre Georges-Pompidou, Paris
- 1996-1997 : « Face à l'Histoire », Centre Pompidou
- 1996 : « Inside the Visible », ICA, Boston - Whitechapel, Londres